# Токантинс
 Тази статия е за щата в Бразилия.  За реката вижте Токантинс (река).  
Токантинс (на португалски: Tocantins, браз. произношение: [tokɐ̃ˈtʃĩs], (Токанчинс)) е един от 26-те щата на Бразилия. Разположен е в централната част на страната. Столицата му е град Палмас. Токантинс е с население от 1 307 818 жители (към 2006 г.) и обща площ от 277 620,91 км².